# Felicijan
Felicijan je moško osebno ime.

## Izvor imena
Ime Felicijan izhaja iz latinskega imena Felicianus, ki je izpeljanka iz imena Felix. Ime Felix razlagajo z latinsko besedo felix v pomenu »ploden, rodoviten; uspešen; srečen, blažen; slasten, zdravilen«  

## Različice imena
- moške različice imena: Felicijo, Felician, Feliks
  - Felicjan (poljska oblika), Фелициан (Felicjan, ruska oblika)
- ženske različice imena: Felica, Felicija, Felicijana

## Pogostost imena
Po podatkih Statističnega urada Republike Slovenije je bilo na dan 31. decembra 2007 v Sloveniji število moških oseb z imenom Felicijan: 6.

## Osebni praznik
V koledarju je ime Felicijan zapisano 24. januarja (Felicijan, škof in mučenec, † 24. jan. 254) in 9. junija (Felicijan, mučenec, † 9. jun. okoli leta 297).

## Zanimivosti
- V Sloveniji je 29 cerkva sv. Primoža in Felicijana.
- Felicijan je bilo ime tudi sinu Primoža Trubarja.